# Fundacja Promocji i Akredytacji Kierunków Ekonomicznych
Fundację Promocji i Akredytacji Kierunków Ekonomicznych (FPAKE) – fundacja powołana do życia aktem podpisanym na posiedzeniu Konferencji Rektorów Uczelni Ekonomicznych w dniu 9 grudnia 2000.
Fundacja została utworzona przez pięć państwowych uczelni ekonomicznych: Uniwersytet Ekonomiczny w Katowicach, Uniwersytet Ekonomiczny w Krakowie, Uniwersytet Ekonomiczny w Poznaniu, Uniwersytet Ekonomiczny we Wrocławiu oraz Szkołę Główną Handlową w Warszawie.
Fundacja jest niezależną instytucją prowadzącą działalność na rzecz wyższej edukacji ekonomicznej i menedżerskiej w Polsce. Działalność Fundacji ma służyć doskonaleniu jakości kształcenia tej edukacji w polskich szkołach wyższych, propagowaniu i wspieraniu jej najlepszych wzorców. Dzięki temu Fundacja przyczyniania się do podnoszenia kwalifikacji kadr dla polskiej gospodarki oraz podnoszeniu jakości wykształcenia całego społeczeństwa. Fundacja w swych działaniach kieruje się wyłącznie dobrem szkół wyższych oraz pożytkiem społecznym.
Od 2004 r. Fundacja posiada status organizacji pożytku publicznego.

## Cele
Cele fundacji to:
- tworzenie i rozpowszechnianie wysokich standardów jakości kształcenia wyższego w zakresie ekonomii i zarządzania,
- tworzenie wewnętrznych i zewnętrznych systemów zapewniania jakości kształcenia w zakresie nauk o ekonomii i zarządzaniu,
- wspieranie działań uczelni w zakresie doskonalenia kształcenia i uzyskiwania porównywalności standardów edukacyjnych w Polsce i za granicą w ramach tworzenia wspólnej europejskiej przestrzeni akademickiej,
- tworzenie warunków do wymiany informacji pomiędzy wszystkimi podmiotami zainteresowanymi doskonaleniem edukacji ekonomicznej w Polsce,
- wspieranie więzi pomiędzy światem gospodarki a placówkami wyższego kształcenia ekonomicznego,
- wyrażanie opinii w sprawach edukacji ekonomicznej w Polsce.

## Działalność
Główne inicjatywy Fundacji.
- Standardy kształcenia http://www.akredytacja.com – standardy akredytacyjne fundacji są efektem autonomicznego działania środowiska akademickiego uczelni ekonomicznych, pracy ekspertów, licznych konsultacji środowiskowych, dyskusji w czasie seminariów i konferencji. Akredytacja Fundacji otwarta jest dla wszystkich uczelni – państwowych i niepaństwowych, ekonomicznych i nieekonomicznych, zawodowych i akademickich – prowadzących kształcenie na poziomie licencjackim i magisterskim na kierunkach: finanse i rachunkowość, zarządzanie, informatyka i ekonometria, ekonomia, stosunki międzynarodowe, towaroznawstwo, gospodarka przestrzenna.

- Akredytacja, jakość kształcenia – podstawowym celem Fundacji jest działalność na rzecz doskonalenia studiów ekonomicznych i menedżerskich w Polsce. Akredytacja jest jedną z dróg realizacji tego celu. Certyfikat jakości przyznawany przez Komisję Akredytacyjną poświadcza wysoką jakość kształcenia na kierunku studiów w imieniu uczelni – założycieli Fundacji.

- „Nowe trendy w naukach ekonomicznych i zarządzaniu” – fundacja jest także organizatorem konkursów, m.in. Konkursu na najlepsze dysertacje doktorskie z zakresu nauk ekonomicznych i zarządzania Nowe trendy w naukach ekonomicznych i zarządzaniu (wspólnie z PTE). Kryterium wyboru prac była zgodność z tematem Konkursu, nowatorstwo oraz wysoka jakość. W I edycji spośród 42 zgłoszonych prac Komisja Konkursowa wybrała pięć wyróżniających się innowacyjnością ujęcia tematu. W październiku 2008 r. została rozstrzygnięta II edycja Konkursu. Wzięło w niej udział 33 autorów prac doktorskich. Spośród wszystkich zgłoszonych prac Komisja Konkursowa wyłoniła cztery najbardziej wyróżniające się opracowania.

- Dwumiesięcznik „e-mentor” http://www.e-mentor.edu.pl – internetowe i drukowane czasopismo koncentrujące się na zagadnieniach związanych z e-edukacją, zarządzaniem wiedzą, e-biznesem, kształceniem ustawicznym oraz w szerszym zakresie – zajmuje się metodami, formami i programami kształcenia na kierunkach ekonomicznych. Co miesiąc notowanych jest ok. 60 tys. odwiedzin strony internetowej pisma. E-mentor w formie drukowanej, w nakładzie 1200 egzemplarzy, dystrybuowany jest nieodpłatnie w ponad 250 instytucjach edukacyjnych w Polsce.

- Publikacje  – Fundacja jest wydawcą licznych publikacji zwartych i ciągłych, które są dystrybuowane nieodpłatnie wśród środowiska akademickiego. Wersje elektroniczne wszystkich publikacji Fundacji dostępne są na stronie internetowej.

- Konferencje środowiskowe – Fundacja jest organizatorem kilkunastu ogólnopolskich konferencji, seminariów i warsztatów związanych z kształceniem akademickim. Podczas tych środowiskowych spotkań podejmowana jest tematyka m.in. jakości i standardów kształcenia, organizacji procesu dydaktycznego, zarządzania wiedzą oraz nowoczesnych technologii w dydaktyce, w tym e-edukacji.

- Platforma e-learningowa „econet” http://www.econet.pl – Projekt econet – Wirtualna Przestrzeń Współpracy Akademii Ekonomicznych to inicjatywa mająca na celu rozwijanie działalności e-edukacyjnej pięciu publicznych uczelni ekonomicznych w Polsce. W ramach projektu prowadzone są dla studentów międzyuczelniane wykłady e-learningowe.

- Olimpiada Przedsiębiorczości – Fundacja jest organizatorem ogólnopolskich olimpiad przedsiębiorczości, które cieszą się ogromnym zainteresowaniem (w I edycji uczestniczyło ponad 14 000 zawodników, w II ponad 19 000 uczniów, zaś w III ponad 15 000 uczestników; w roku akademickim 2008–2009 organizowana była IV edycja, do której zgłosiło się ponad 19 000 uczniów). Cele olimpiad to rozbudzanie i wzmacnianie postaw oraz zachowań przedsiębiorczych wśród uczniów, tworzenie pozytywnego klimatu wokół działalności biznesowej, wypracowanie dla nauczycieli przedmiotu wzorca dydaktycznego, służącego rozwijaniu zainteresowań ekonomicznych u młodzieży uzdolnionej, a także zachęcanie licealistów do studiowania na uczelniach ekonomicznych.

- Konkurs dla gimnazjalistów GIMGAME http://www.gimgame.pl – Na wzór olimpiady dla licealistów Fundacja wraz ze Szkołą Główną Handlową w Warszawie, Fundacją Młodzieżowej Przedsiębiorczości oraz NBPortal.pl organizuje również Konkurs dla gimnazjalistów GIMGAME z zakresu przedsiębiorczości. W fazie pilotażowej są to zawody skierowane do uczniów szkół województwa mazowieckiego. Nowatorskim rozwiązaniem jest organizacja części rozgrywek na platformie internetowej.

- Akademia Młodego Ekonomisty http://www.gimversity.pl – Akademia została stworzona przez Fundację z myślą o dotychczasowych studentach Ekonomicznego Uniwersytetu Dziecięcego, którzy z racji ukończenia szkoły podstawowej nie mogą już uczęszczać na zajęcia Uniwersytetu. Akademia ma im umożliwić dalsze poszerzanie wiedzy z zakresu nauk ekonomicznych i rozbudzanie zainteresowań w tym kierunku. Program semestru AME obejmuje 6 spotkań z zakresu nauk ekonomicznych. Zajęcia prowadzone są przez ekspertów Fundacji oraz nauczycieli akademickich SGH. Uczestnicy zajęć mają szansę powrócić do wykładów dzięki materiałom edukacyjnym publikowanym na stronie internetowej Akademii. W związku z seminaryjnym charakterem grupy jej liczebność jest ograniczona. Limit przyjęć do Akademii został określony na poziomie 60 studentów. Dotychczas odbyły się dwie edycje AME.

- Ekonomiczny Uniwersytet Dziecięcy (EUD) http://www.uniwersytet-dzieciecy.pl – program edukacji ekonomicznej prowadzony od 1 kwietnia 2008 r. wspólnie ze Szkołą Główną Handlową w Warszawie. Oferta programowa Uniwersytetu skierowana jest do uczniów klas piątych i szóstych szkół podstawowych z Warszawy i okolic. Celem nowej inicjatywy edukacyjnej jest rozbudzanie postaw i zachowań przedsiębiorczych wśród dzieci oraz rozwijanie zainteresowań ekonomicznych. W ofercie pilotażowej Uniwersytetu znalazły się zagadnienia z zakresu marketingu, zarządzania, ekonomii, psychologii i etyki biznesu, a także z zakresu technik efektywnego uczenia się. Zajęcia EUD mają charakter interaktywny – w ramach każdego spotkania oprócz wykładu odbywają się też zajęcia warsztatowe. Program semestru obejmuje w sumie sześć spotkań. Studenci Uniwersytetu mają możliwość powrócenia do treści wykładowych, dzięki materiałom edukacyjnym i filmom wideo zamieszczanym na stronie internetowej Ekonomicznego Uniwersytetu Dziecięcego każdorazowo po odbytym spotkaniu. Ponadto oferta edukacyjna Uniwersytetu zawiera program równoległych spotkań dla rodziców i opiekunów studentów z zakresu psychologii wychowawczej. Dotychczas odbyły się trzy semestry zajęć. W pierwszym semestrze na 170 studentów przyjętych, zaliczenie otrzymały 134 osoby. W drugim semestrze na 151 przyjętych zaliczenie otrzymało 126 studentów – w tym aż 72 ukończyło zajęcia z wyróżnieniem. Do trzeciej edycji przyjęto 156 osób.

- Kurs e-learningowy nt. kapitału i GPW http://www.kapital.edu.pl – Projekt kapital.edu.pl to kurs e-learningowy kształcący liderów edukacji rynku kapitałowego. Kurs przeznaczony jest dla nauczycieli szkół ponadgimnazjalnych oraz studentów kierunków pedagogicznych i ekonomicznych.

- Niepubliczne Liceum Ogólnokształcące nr 81 SGH  – Fundacja prowadzi Niepubliczne Liceum Ogólnokształcące nr 81 SGH. Od początku istnienia Liceum, które zostało założone w 2000 roku przez SGH, osiąga bardzo wysokie pozycje w warszawskich rankingach. Zaś obecnie pod opieką Fundacji rozwija swoją ofertę programową i podnosi jakość nauczania.